# جان اسکالزی
جان اسکالزی (انگلیسی: John Scalzi؛ زادهٔ ۱۰ مهٔ ۱۹۶۹) یک رمان‌نویس اهل ایالات متحده آمریکا است. او اغلب در گونه علمی–تخیلی داستان می‌نویسد.